# Blas de Lezo (F103)
Le Blas de Lezo (F103) est une frégate de la classe Álvaro de Bazán en service dans la marine espagnole.
Il s'agit du troisième navire de sa classe, entré en service en 2004. Le navire porte le nom de Blas de Lezo, amiral espagnol du XVIIIe siècle.

## Historique
Il est lancé le 16 mai 2003 ; ce jour-là commence la construction son sister-ship et prochain navire de la classe, le Méndez Núñez.
Ses essais en mer ont lieu du 7 au 11 septembre 2004. Le 16 décembre 2004, la frégate est livrée à la marine espagnole.
En septembre 2005, la frégate effectue des essais de lancement de missiles aux États-Unis en compagnie des destroyers américains USS Howard et USS Halsey.
En 2007, le Blas de Lezo rejoint pour deux mois la Task Force 473, regroupant notamment porte-avions nucléaire français Charles de Gaulle. C'est durant cette période qu'un incident se produit le 25 septembre 2007, lors des exercices « Neptune Warrior » de l'OTAN au large de l'Écosse. Il n'y a eu aucun blessé. Une réparation d'urgence est effectuée dans les installations de Navantia-Ferrol à Fene, en Espagne. Le Blas de Lezo se rend ensuite au Danemark où il prend le commandement du Standing NATO Maritime Group 1, remplaçant l'Álvaro de Bazán.
À partir d'avril 2009, il participe à l'opération Allied Protector de l'OTAN pour lutter contre la piraterie dans les eaux du golfe d'Aden et de la Corne de l'Afrique. Le 4 juillet 2009, au cours d'une opération, l'équipage arraisonne deux navires soupçonnés de piraterie après avoir reçu un avertissement du marchand libérien United Lady d'une éventuelle attaque.

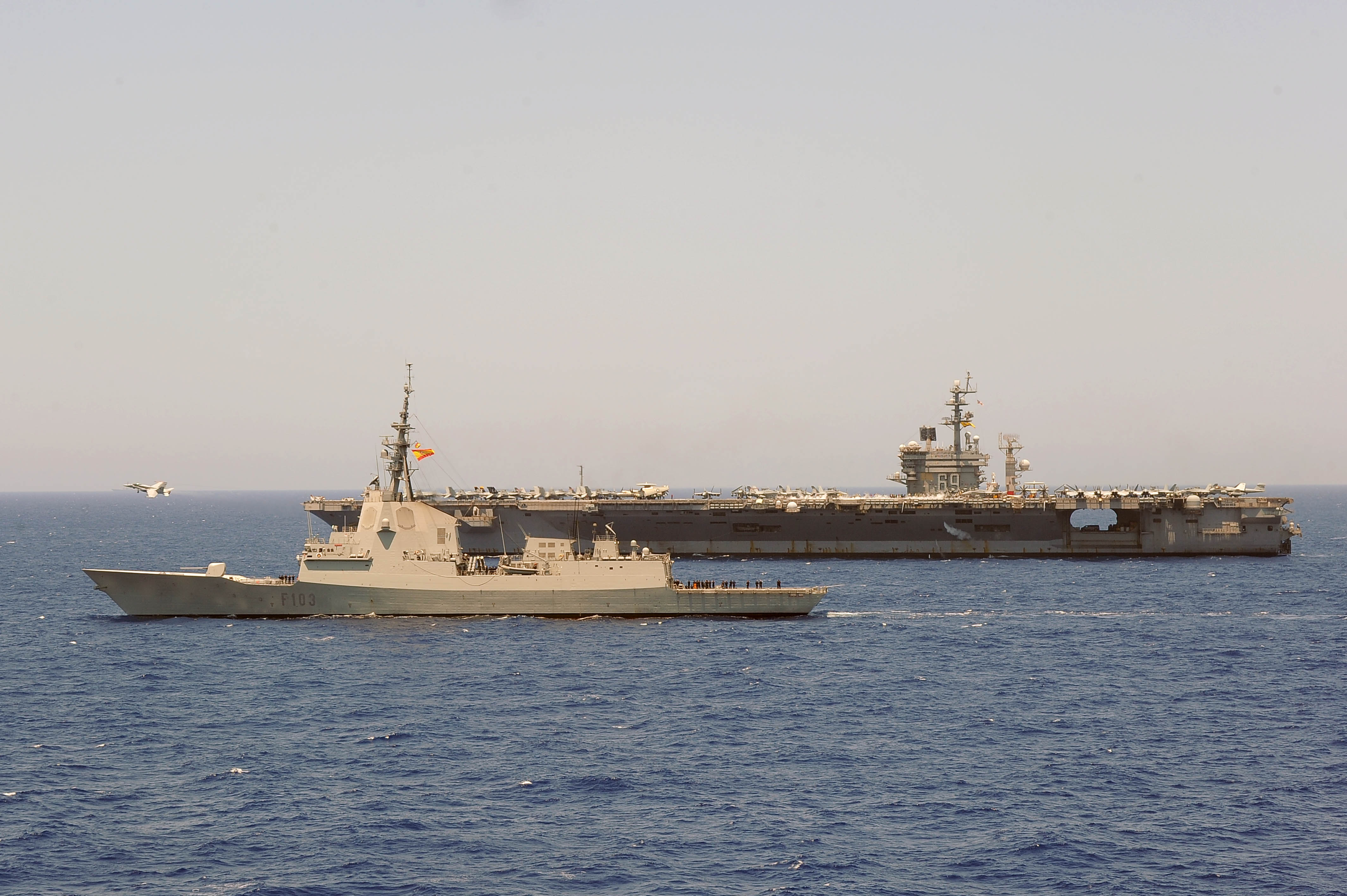
Le Blas de Lezo aux côtés du porte-avions pendant le décollage d'un F/A-18 Super Hornet, 6 mai 2012.

Le 9 avril 2012, il navigue de Ferrol, en Espagne, vers la côte est des États-Unis pour intégrer la Task Force 8 de la marine américaine. Le Blas de Lezo est rejoint par le porte-avions USS Dwight D. Eisenhower, un croiseur de la classe Ticonderoga et trois destroyers de classe Arleigh Burke, avec lesquels il s'entraîne. Il intègre ensuite un groupe international visant à lutter contre le trafic de drogue dans la mer des Caraïbes. Le 31 mai 2012, la frégate regagne sa base de Ferrol.
Le 11 juin 2013, le Blas de Lezo appareille de la base navale de Rota pour prendre le commandement du Standing NATO Maritime Group 2 basé à Marmaris, en Turquie, où qu'il atteint deux jours plus tard. Au cours de ce déploiement, il participe l'opération Ocean Shield, une opération anti-piraterie dans l'océan Indien, puis à l'opération Active Endeavour, dans le cadre de la lutte contre le terrorisme en Méditerranée. Le 26 juillet 2013, le navire est présenté à Istanbul à la Direction générale de l'armement et des matériaux turc et à la marine turque afin de soutenir les opérations commerciales de Navantia en vue d'obtenir un contrat pour la fabrication de plusieurs frégates pour la Turquie. Début août 2013, la frégate retourne à la base pour maintenance. Le 29 août 2013, elle part pour le port de Malaga, entamant la seconde phase de son déploiement comprenant la participation à l'exercice international « Brilliant Mariner 2013 ». Le 13 octobre 2013, le Blas de Lezo est remplacé à Barcelone par l'Álvaro de Bazán.
Le 11 juillet 2014, la frégate Cristóbal Colón regagne sa base de Ferrol après avoir participé à l'opération Atalante. À cette période, et pour la première fois, les quatre autres navires de la classe se retrouvent à leur port d'attache. Les cinq sister-ships réalisent alors un exercice d'entraînement conjoint dans le cadre du 31e escadron d'escorte.
Le 28 juin 2015, le Blas de Lezo reçoit à Getxo un pavillon de bataille, offert par le Royal Maritime Club d'Abra et le Club Sportif ; parrainé par l'aristocrate Anne d'Orléans. Début octobre 2015, le navire participe à des exercices de coentreprises internationales dans les eaux écossaises ; suivi de la participation aux exercices multinationaux « Trident Juncture 2015 », qui s'est déroulée en Espagne, en Italie et au Portugal.
Le 22 janvier 2022, en pleine crise russo-ukrainienne, le Blas de Lezo quitte Ferrol pour rejoindre le Standing NATO Maritime Group 2, devant être déployé en mer Noire.
Le 5 juin 2023, l'Armada informe la participation du Blas de Lezo à l'exercice de grande ampleur « Formidable Shield 2023 », organisé par l'OTAN en Atlantique et en mer du Nord, réunissant 10 nations alliées avec plus de 20 navires, 35 aéronefs et 4 000 militaires.

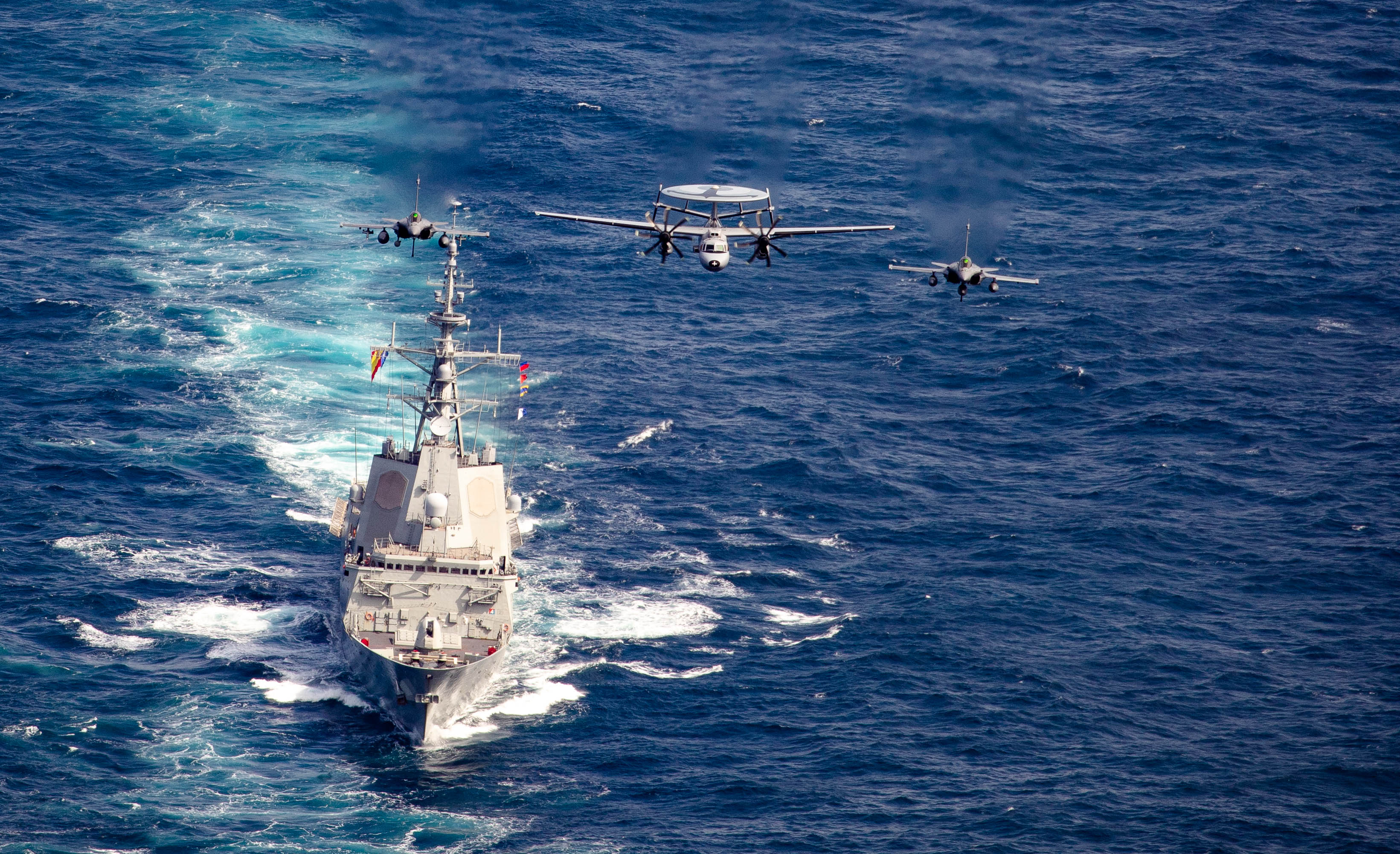
Le Blas de Lezo survolé par deux Dassault Rafale et un Grumman E-2 de la force maritime de l'aéronautique navale française pendant l'exercice « Formidable Shield 2023 » le 15 mai 2023.